# Melaka Maju Jaya
Melaka Maju Jaya (tiếng Việt: Melaka tiến lên!) là bang ca chính thức của bang Malacca, Malaysia, được chấp nhận vào năm 1957. Nó được sáng tác hoàn toàn bởi nhà soạn nhạc và nhạc sĩ Saiful Bahri, người cũng đã sáng tác bang ca của Selangor, Duli Yang Maha Mulia.

## Lời
| Tiếng Mã Lai | Tiếng Việt |
| --- | --- |
| Melaka Negeri Bersejarah Tempat tumpah darah kita Dijunjung dengan sepenuh jiwa Untuk maju dan jaya Rakyat Melaka sudah bersatu padu Berikrar taat setia Jujur berkhidmat setiap masa Melaka Maju Jaya | Melaka tiểu bang lịch sử của chúng ta Nơi máu chúng ta đã chảy Giữ vững tinh thần của chúng ta Để thịnh vượng và thành công Nhân dân Melaka đã thống nhất Tuyên bố lòng trung thành và chung thủy Luôn luôn phục vụ với sự trung thực Tiến lên Melaka của chúng ta |